# Candelaria (Spanyolország)
Candelaria, Tenerife település Spanyolországban, Santa Cruz de Tenerife tartományban. Candelaria El Rosario, Arafo, Santa Úrsula, La Victoria de Acentejo, La Matanza de Acentejo és El Sauzal községekkel határos. Lakosainak száma 28 795 fő (2024). Ezen a helyen található a Candelariai Miasszonyunk-bazilika, a Kanári-szigetek védőszentje és a zarándokhely.

## Népesség
A település népessége az elmúlt években az alábbi módon változott:
| Lakosok száma | 13 595 | 19 197 | 22 477 | 24 319 | 26 290 | 26 543 | 27 149 | 27 985 | 28 485 | 28 795 |
|               | 2001   | 2004   | 2007   | 2009   | 2012   | 2014   | 2017   | 2019   | 2022   | 2024   |